# Lucas Bouk
Lucas Bouk (Rochester, ¿?) es un actor y cantante de ópera estadounidense. Es un hombre trans y aunque en principio mantuvo su tesitura de mezzosoprano, tras realizar una transición médica con testosterona durante la pandemia de COVID-19, transicionó a barítono lírico. El 30 de abril de 2022, un año después de su cambio de voz, cantó su primer papel operístico completo como barítono con orquesta como Masetto en Don Giovanni, en el Teatro Grattacielo en Siros.
En 2018, se representó una obra de teatro sobre su transición que se reestrenó en 2019. En junio de 2019, se convirtió en el primer cantante de ópera abiertamente trans en un papel destacado escrito para un cantante trans en la ópera Stonewall.

## Trayectoria
Creció en Rochester (Nueva York), en un entorno conservador que no comprendió su identidad de género. Se casó con su novio del instituto cuando ambos tenían 21 años.
Estudió en el Conservatorio de Música de Cincinnati. Después de sus estudios, Bouk y su marido tuvieron un hijo. El embarazo y el parto fueron extremadamente difíciles para Bouk, que afirmaba sentirse ahogada y asfixiada por las expectativas de la paternidad cisgénero. Según decía, la existencia de su hijo no era el problema, eran todas las normas sociales y las expectativas que rodeaban la idea de ser madre lo que le llenaba de ansiedad y rabia. Bouk pensó que su malestar ante el acoso sexual ocasional y el rechazo a la palabra "madre" se debía a que era una "feminista acérrima". En 2014, dejó su trabajo y, con la esperanza de impulsar su carrera y encontrarse a sí mismo, se mudó a Manhattan. Al mismo tiempo, para sentirse más cómodo con su cuerpo, empezó a hacer yoga y a tomar clases de baile. En septiembre de 2017, comenzó a autoidentificarse como hombre trans y salió del armario con su marido que le apoyó. En los conciertos, comenzó a utilizar esmoquin en lugar de vestidos. En octubre de 2018, todavía como Liz Bouk, participó en la campaña publicitaria mundial de la app de citas Bumble. Actuó en una serie de veladas de cabaré donde cantaba canciones famosas escritas para personajes femeninos de compositores como Stephen Sondheim, Kurt Weill, Jason Robert Brown, George Gershwin, Cole Porter o Rodgers & Hammerstein con la intención de sentirse cómodo habitando personajes femeninos en el escenario y poder sentirse más seguro de su cuerpo en la vida real. Posteriormente se centró en personajes femeninos de ópera atrapados por las circunstancias, la sociedad y el género.
En mayo de 2018, en el marco del Opera Fest 2018 de Nueva York, salió del armario públicamente como hombre trans en una nueva ópera, Tabula Rasa, una obra inspirada en el jazz presentada por la organización artística sin ánimo de lucro con sede en Manhattan Cantanti Project, del compositor gay Felix Jarrar y el libretista Brittany Goodwin. El papel del dadaísta Tristan Tzara se creó para que Bouk pudiera expresar públicamente su nueva identidad de género. Fue el primer papel masculino de Bouk tras su salida del armario.
En noviembre de 2018, junto a la directora Bea Goodwin presentó Mr. Liz Cabaret: Living in the In Between, un coming-of-age y cabaré sobre su proceso de salida del armario, en Alchemical Studio Lab. Para este espectáculo unipersonal se utilizaron las anotaciones de su diario, fotos, pinturas y recuerdos. Incluye episodios dolorosos de maltrato. El espectáculo volvió en febrero de 2019 al teatro The Tank de Nueva York.
Tras ello, hizo la ópera de temática transgénero As One, en Alamo City Opera. As One es una ópera actual que cuenta la historia de dos personajes, Hannah Before y Hannah After, que comparten sus conocimientos sobre la experiencia de la transición en la que Bouk interpretó a Hannah After.
A continuación, participó en el montaje de Suor Angelica y Gianni Schicchi de Giacomo Puccini, en la Ópera de San Petersburgo. En mayo y junio de 2019 repitió su papel en As One, en el Merkin Concert Hall para American Opera Projects y en el New York City Opera (NYCO).
En junio de 2019, interpretó un personaje destacado en Stonewall, una ópera sobre los disturbios de Stonewall de 1969 que tuvo su estreno mundial junto con Stonewall 50 - WorldPride NYC 2019. Stonewall fue un encargo de la New York City Opera (NYCO) y cuenta con música de Iain Bell, libreto de Mark Campbell y dirección de Leonard Foglia. Stonewall es la primera ópera con un personaje trans escrito para un cantante trans. Bouk interpretó a Sarah, una mujer trans que celebra el primer aniversario de su transición.